# Sonate pour violon seul de Bartók
Pour les articles homonymes, voir Sonate pour violon seul.
 (février 2024).
Si vous disposez d'ouvrages ou d'articles de référence ou si vous connaissez des sites web de qualité traitant du thème abordé ici, merci de compléter l'article en donnant les références utiles à sa vérifiabilité et en les liant à la section « Notes et références ».
La sonate pour violon seul Sz. 117 est une œuvre de Béla Bartók, écrite en 1944.
Il s'agit d'une commande du violoniste Yehudi Menuhin, datant de novembre 1943. Bartók avait alors émigré aux États-Unis au décours de la Seconde Guerre Mondiale et sortait d'une dépression où il n'avait guère composé. Il s'agit de l'une des dernières partitions du compositeur (la dernière achevée). Elle a été jouée par le dédicataire le 26 novembre 1944 mais Menuhin fait plusieurs demandes de modifications. Bartók les effectue mais décède peu de temps après, sans avoir eu le temps d'en écouter la version finale.
Elle comporte quatre mouvements. Son exécution dure un peu moins d'une demi-heure et exige de l'interprète une très grande virtuosité.
1. Tempo di ciaccona
2. Fuga. Risoluto, non troppo vivo
3. Melodia. Adagio
4. Presto